# ریک نش
ریک نش (انگلیسی: Rick Nash؛ زادهٔ ۱۶ ژوئن ۱۹۸۴) بازیکن هاکی روی یخ اهل کانادا است.
از باشگاه‌هایی که در آن بازی کرده‌است می‌توان به نیویورک رنجرز اشاره کرد.